# Lukas Runggaldier
Lukas Runggaldier (Bolzano, 31 luglio 1987) è un ex combinatista nordico italiano.

## Biografia

### Stagioni 2005-2010
Originario di Santa Cristina Valgardena, ha fatto parte della nazionale italiana dal 2005. Ha esordito in campo internazionale il 22 gennaio 2005 a Planica, in Slovenia, giungendo 55º in una Gundersen HS109/10 km valida come gara FIS. Ha debuttato in Coppa del Mondo il 14 gennaio 2007 in Val di Fiemme, in Italia, piazzandosi 11º nella competizione a squadre HS106/staffetta 4x5 km. Ha partecipato ai Mondiali juniores di Tarvisio 2007 ottenendo come miglior risultato il 4º posto nella gara a squadre HS109/staffetta 4x5 km assieme ai compagni di nazionale Alessandro Pittin, Davide Bresadola e Armin Bauer.
È stato presente ai Mondiali del 2009 a Liberec, in Repubblica Ceca, dove ha realizzato il 26º posto nella Gundersen dal trampolino normale HS100/10 km come miglior prestazione. L'anno successivo è stato convocato per i XXI Giochi olimpici invernali di Vancouver 2010, in Canada: è giunto 16º nella Gundersen dal trampolino normale e 11º nella gara dal trampolino lungo.

### Stagioni 2011-2020
Nel gennaio del 2011 ha ottenuto i primi piazzamenti tra i primi dieci in Coppa del Mondo, arrivando anche a sfiorare il podio con il 4º posto conquistato a Seefeld in Tirol il 16 gennaio; ha terminato 13º in classifica generale alla fine della stagione. Ai Mondiali di Oslo 2011 il 7º posto nella gara a squadre è stato il suo miglior piazzamento. Il 16 dicembre 2011 ha conquistato l'unico podio in carriera in Coppa del Mondo: 2º nella sprint a squadre di Seefeld in Tirol in coppia con Alessandro Pittin. Ai Mondiali della Val di Fiemme 2013 ha ottenuto come miglior piazzamento il 7º posto nella gara a squadre, mentre ai XXII Giochi olimpici invernali di Soči 2014 si è classificato 7º nel trampolino normale, 28º nel trampolino lungo e 8º nella gara a squadre.
L'anno dopo ai Mondiali di Falun 2015 si è classificato 12º nel trampolino normale, 26º nel trampolino lungo e 4º nella gara a squadre dal trampolino normale; ai successivi Mondiali di Lahti 2017, sua ultima presenza iridata, è stato 22º nel trampolino normale e 6º nella gara a squadre dal trampolino normale. Ai XXIII Giochi olimpici invernali di Pyeongchang 2018, suo congedo olimpico, si è classificato 32º nel trampolino normale, 36º nel trampolino lungo e 8º nella gara a squadre. Si è ritirato al termine della stagione 2019-2020 e la sua ultima gara è stata la prova di Coppa Continentale disputata a Lahti l'8 marzo, chiusa da Runggaldier al 12º posto.

## Palmarès

### Coppa del Mondo
- Miglior piazzamento in classifica generale: 13º nel 2011
- 1 podio (a squadre):
  - 1 secondo posto

### Campionati italiani
- 5 medaglie:
  - 1 oro (individuale nel 2008)
  - 2 argenti (individuale nel 2010; individuale nel 2013)
  - 2 bronzi (individuale nel 2012; individuale nel 2013)